# Kiss Péter (zongoraművész)
Kiss Péter (Salgótarján, 1986. október 29. –) Junior Prima és Artisjus-díjas magyar zongoraművész.

## Életút
Kiss Péter kilencévesen kezdett zongorázni tanulni, majd 2000–2005 között a Budapesti Bartók Béla Zeneművészeti Szakgimnázium tanulója volt Kőrösiné Belák Erzsébet és Csalog Gábor növendékeként. Ezek után 2005-ben felvették a Liszt Ferenc Zeneművészeti Egyetemre, itt Némethy Attila, Szokolay Balázs, Wagner Rita és Gulyás Márta voltak a professzorai. Erasmus ösztöndíjjal a frankfurti Hochschule für Musik und darstellende Kunstban tölthetett el egy évet Catherine Vickers tanítványaként.
Ezután felvették a Liszt Ferenc Zeneművészeti Egyetem doktori iskolájába. DLA-disszertációját Kurtág notációjának értelmezése a Játékok példáján keresztül címmel írta meg 2018-ban. 

## Oktatói tevékenység, vendégtanári állások, főbb mesterkurzusok, koncertek
2010-2011-ben korrepetitor a Bartók Béla Zeneművészeti Szakközépiskolában. 2014-2015-ben óraadó tanár a Liszt Ferenc Zeneművészeti Egyetem vonós tanszékén. 2015-től egyetemi tanársegéd a Liszt Ferenc Zeneművészeti Egyetem kamarazene tanszékén.
Workshopokat tartott különböző magyarországi mesterkurzusokon, a chicagói Columbia College-on, valamint Új-Delhiben.
Koncertezett Európa 13 országában, az Egyesült Államokban, valamint Indiában. Szólistaként és kamarazenészként rendszeres vendége hazai és nemzetközi fesztiváloknak; olyan művészekkel dolgozott együtt, mint többek között Baráti Kristóf, Szabadi Vilmos, Sass Sylvia, Alpaslan Ertüngealp, Vajda Gergely, Varga István, Eötvös Péter, Jonathan Cohen, Nagy Péter, Klenyán Csaba. Több alkalommal dolgozott együtt olyan világhírű zeneszerzőkkel, mint Eötvös Péter, Kurtág György, Steve Reich, Michael Van de Aa.
Tagja a Csalog Gábor vezette, elsősorban Kurtág György műveire összpontosított Ludium együttesnek, valamint a 2010-ben alakult Trio Inception alapítója.
A Trio Inceptiont Háry Péterrel és Szendrey Dániellel együtt alapította 2010-ben. Számos koncertjük volt Magyarországon és külföldön is, valamint több ősbemutató is fűződik a nevükhöz. Ezekből a legtöbbet nekik dedikálták, növelve így az erre formációra írt rendkívül szűkös repertoárt.
2013-ban Játékok címmel táncelőadást hoztak létre Debreczeni Márton színész-rendezővel és Vass Imre táncművésszel. Egy művészi kutatófolyamat esszenciáját mutatják meg ebben az előadásban. Kísérletük célja az volt, hogy visszataláljanak a zene és a tánc alapelemeihez, s azokat szabadon kezelve, játékosan tudjanak ezen elemekből ismét építkezni.

## Díjak, kitüntetések
- 2016: Junior Prima díj
- 2011: Artisjus-díj
- 2011, 2015, 2016: Fischer Annie-ösztöndíj
- 2009: Magyar Rádió Zongoraverseny III. helyezés
- Barletta Nemzetközi Zongoraverseny I. helyezés

## Felvételek
Jean Xavier Lefévre klarinét-zongoraszonátái Klenyán Csabával (Hungaroton Records HCD32465).
További felvételei megtalálhatók a Magyar Rádiónál.